# Mumtaz Mahal
Ardżumand Banu Begam (Ardżumand-banu Begam), Malika-i Dżahan, Mumtaz Mahal(Mumtaz-i Mahal) (ur. 6 kwietnia 1593 w Agrze, zm. 17 czerwca 1631 w Barhanpur) – synowa Dżahangira, druga żona Churrama (Szahdżahana).
Urodziła się w Agrze w Indiach, jako córka Asaf-Chana Bahadura – wielkiego wezyra na dworze Dżahangira i Diwandźi Banu Begam. Jej ciotka cesarzowa Nurdżahan była główną żoną cesarza Dżahangira. Rodzina Ardżumand wywodziła się od Mirzy Ghijas-bega. Wyszła za mąż w wieku 19 lat za księcia Churrama (Szahdżahana). Była jego drugą, ulubioną małżonką. Zmarła w Barhanpur w czasie kampanii dekańskiej (obecnie w stanie Madhya Pradesh), rodząc czternaste dziecko, córkę Gauhararę Banu Begam. Jej ciało, po zakończeniu budowy grobowca, zostało pochowane w Tadź Mahal w Agrze.